# Bruchophagus eleuther
Bruchophagus eleuther är en stekelart som först beskrevs av Walker 1839.  Bruchophagus eleuther ingår i släktet Bruchophagus och familjen kragglanssteklar. Inga underarter finns listade.